# 弗罗茨瓦夫大学主楼
弗罗茨瓦夫大学主楼（波兰语：Gmach główny Uniwersytetu Wrocławskiego）是弗罗茨瓦夫大学的行政大楼，奠基于1728年12月6日，以取代一座更早被拆除的皮雅斯特王朝的中世纪城堡，坐落在大学广场1号。耶稣会创建一所耶稣会大学利奥波德学院（Akademii Leopoldyńskiej），建造一座新楼，第一笔资金来自皇帝利奥波德一世。最初的设计是建造一座巴洛克建筑，长度超过200米，有三座塔楼。规划中的塔楼中，只完成了较低的数学塔（Wieża Matematyczna），双塔和最高的中央塔由于七年战争爆发造成的财政问题而没有建造。此外，主体本身最终仅完成了约2/3（部分东楼未完成），长度为171米。 。
西楼于1730年完工，东楼和数学塔建于1734年 - 1737年，1737年与耶稣圣名堂相连。室内装饰从1732年开始，一直持续到1739年。西楼的一系列大厅和礼堂，都拥有富丽堂皇的巴洛克风格装饰，包括剧院大厅“Auditorium Comicum ”礼堂（20世纪初重建），音乐厅（Oratorium Muzyczne，部分于1945年毁坏，在20世纪和21世纪之交修复）以及利奥波德礼堂（Aula Leopoldina），保留至今。东楼则较为简朴。 

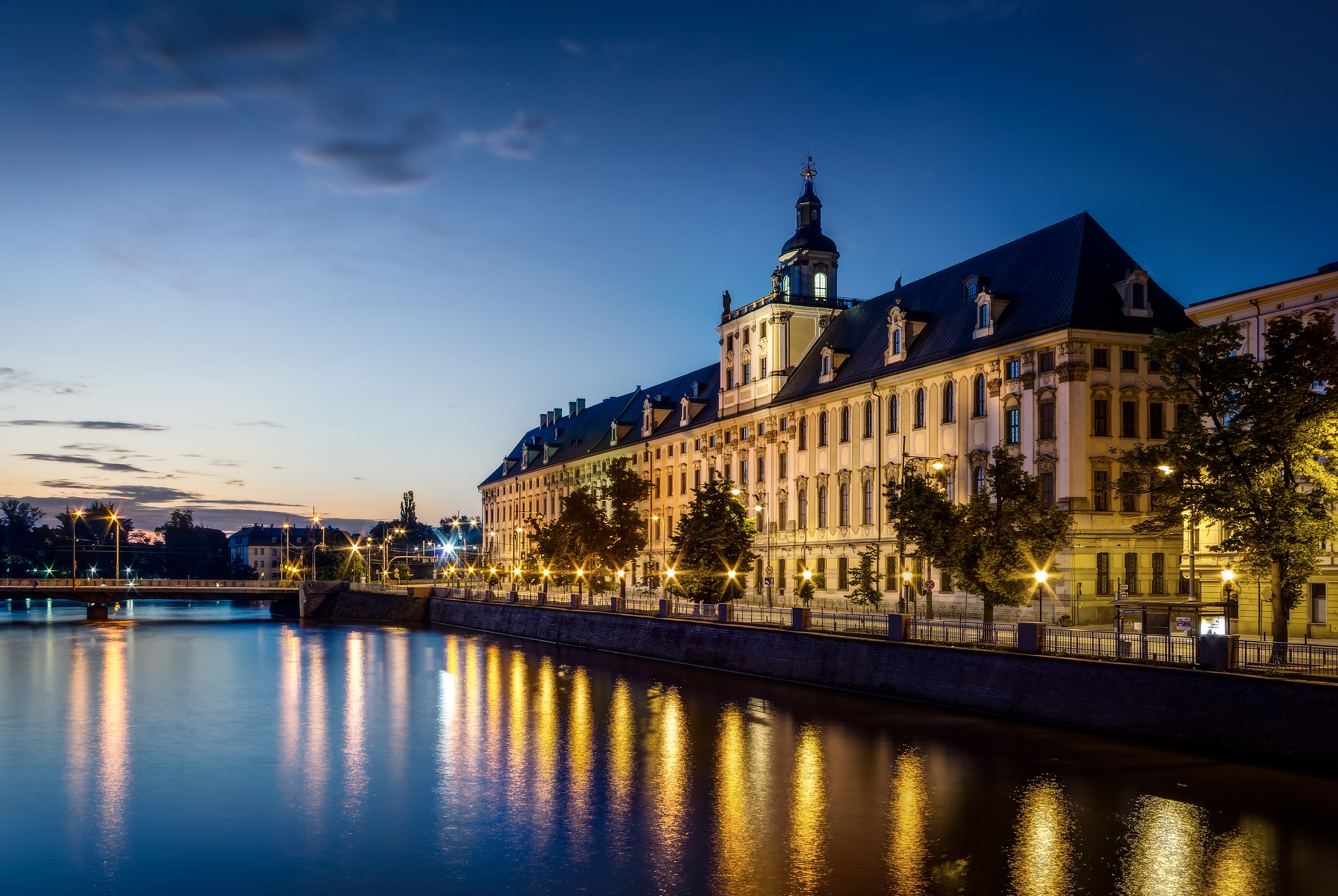
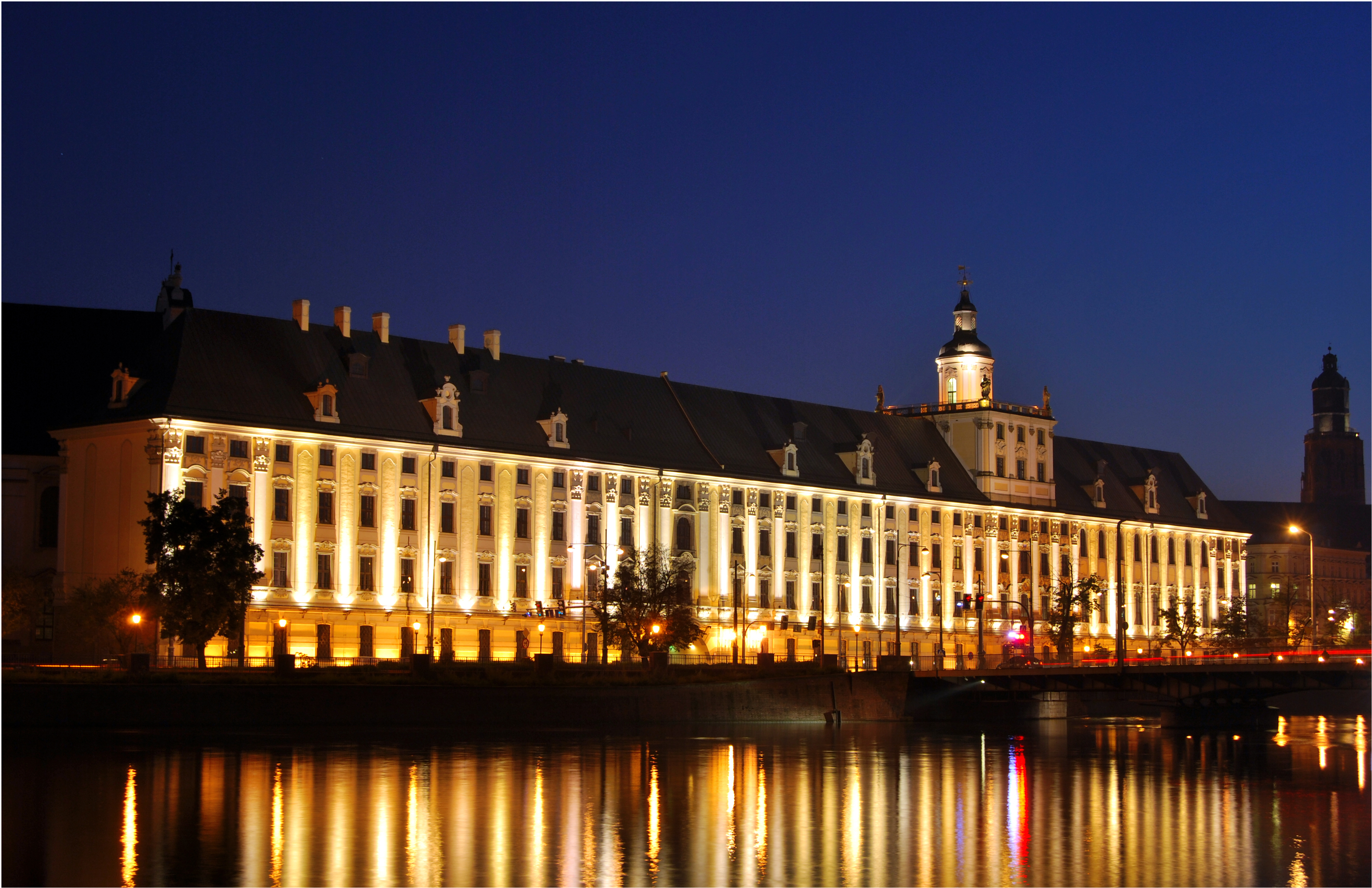
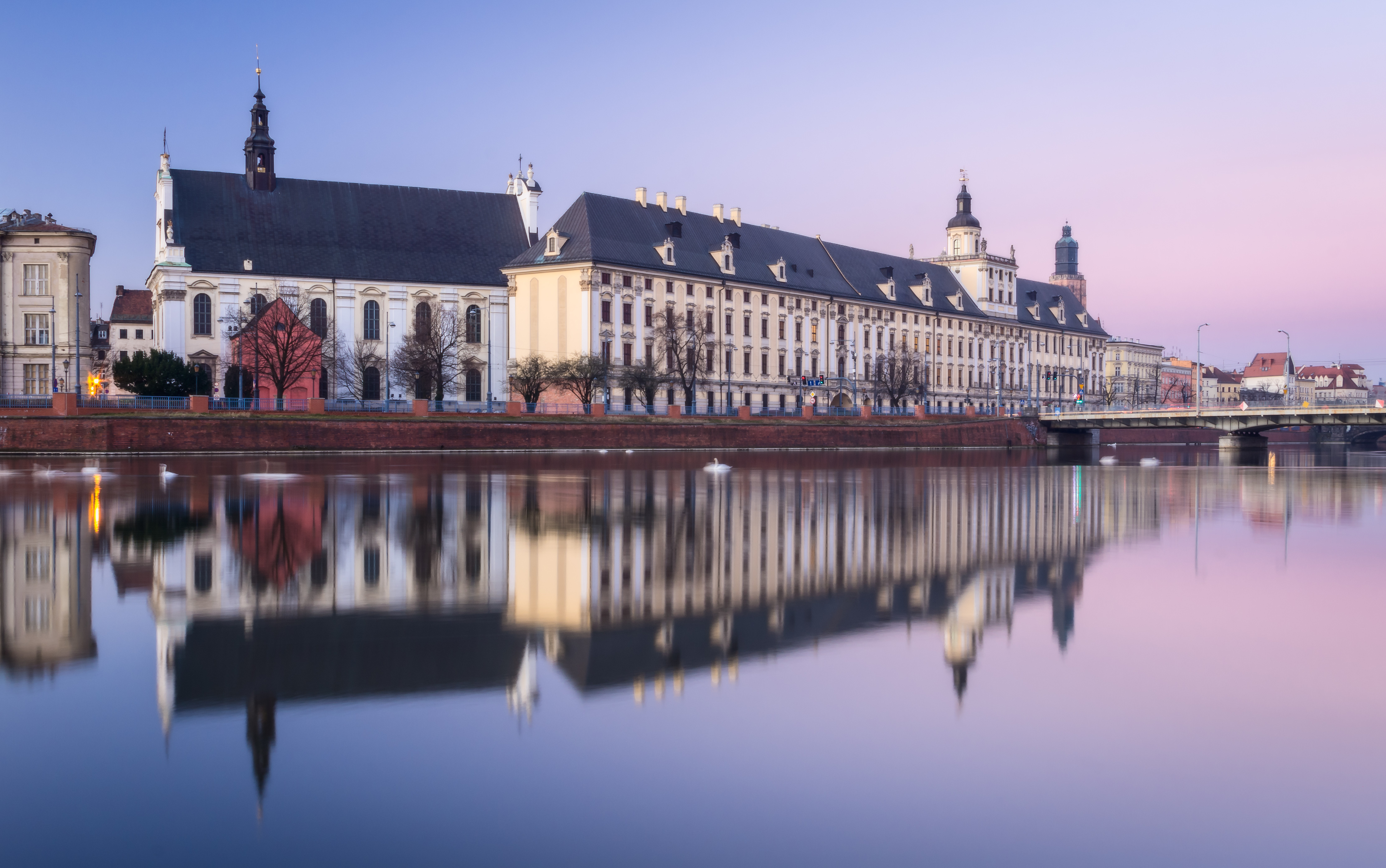
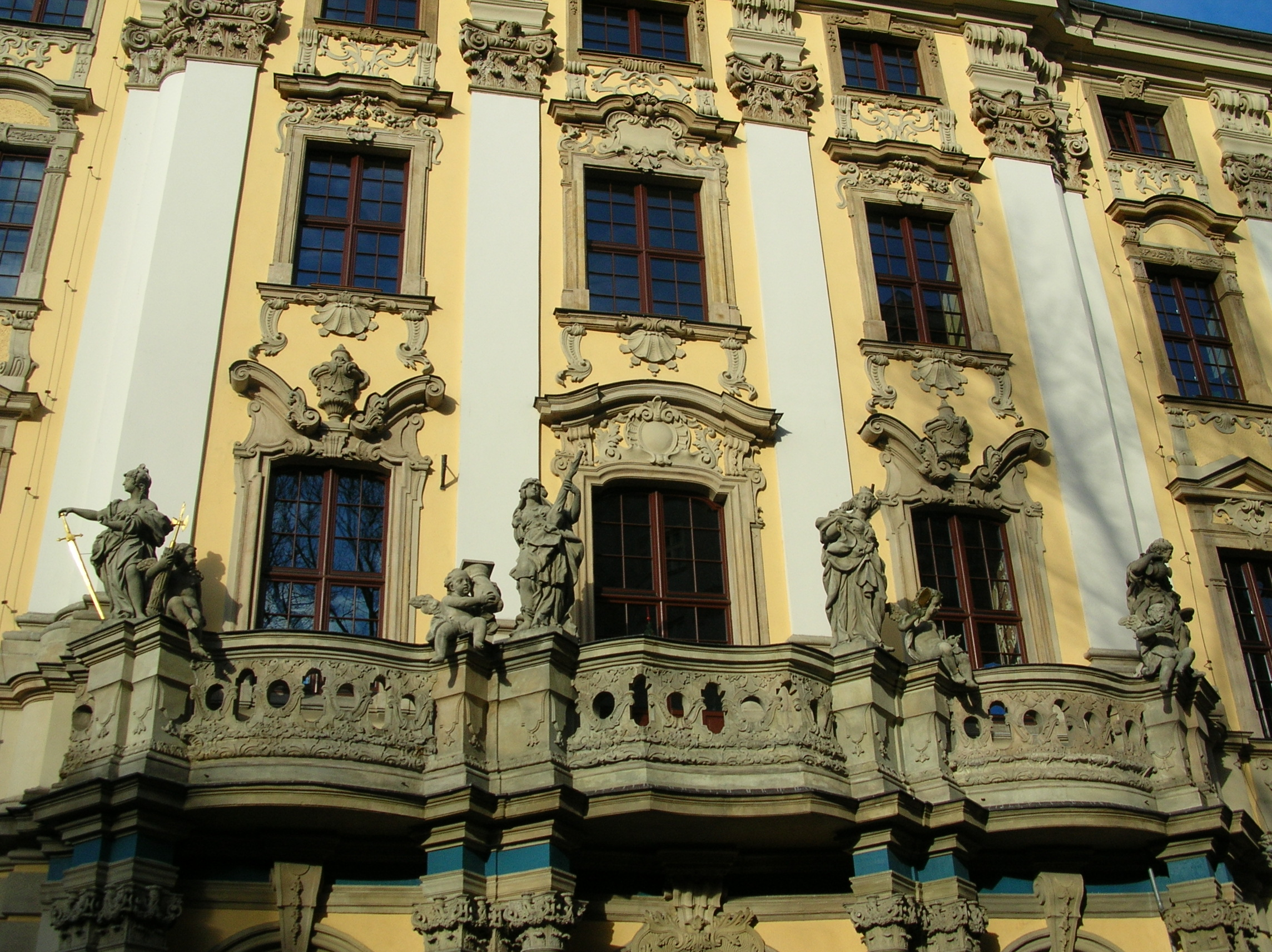
阳台
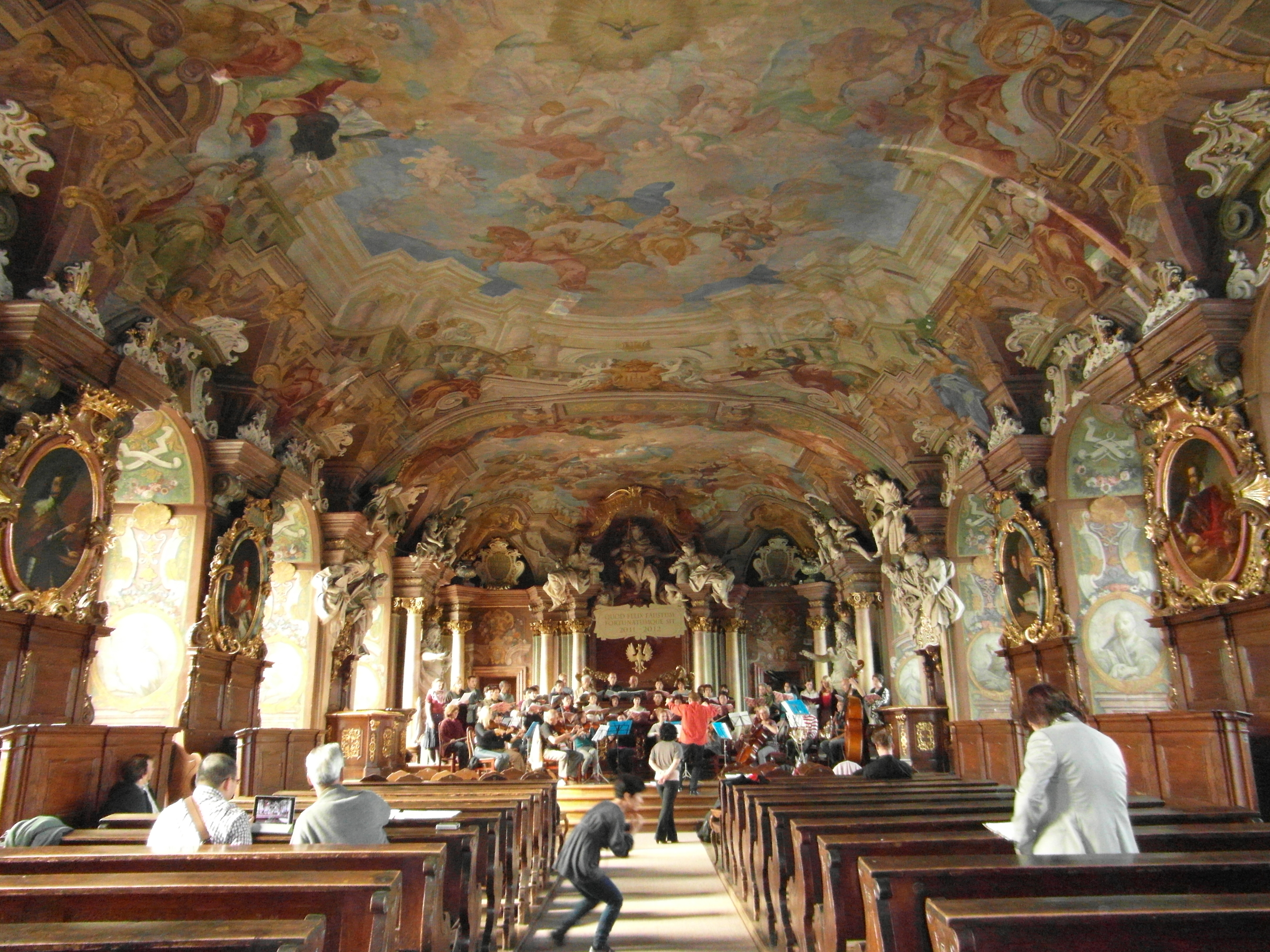
利奥波德礼堂
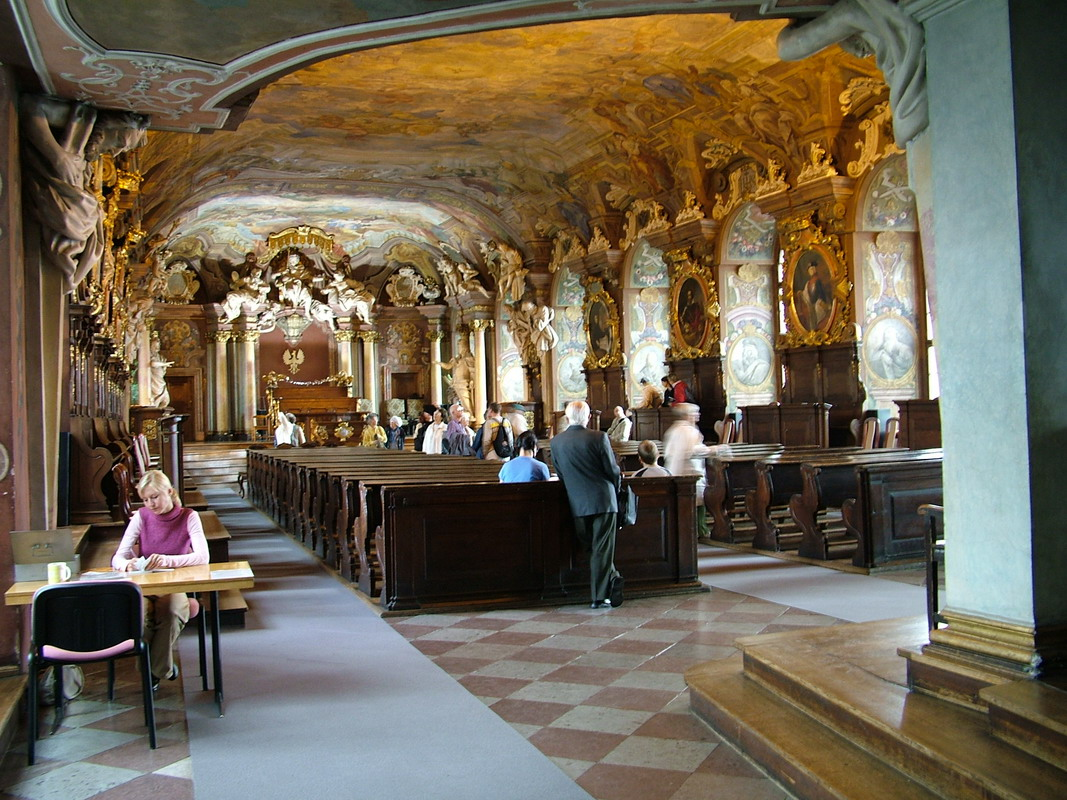
利奥波德礼堂
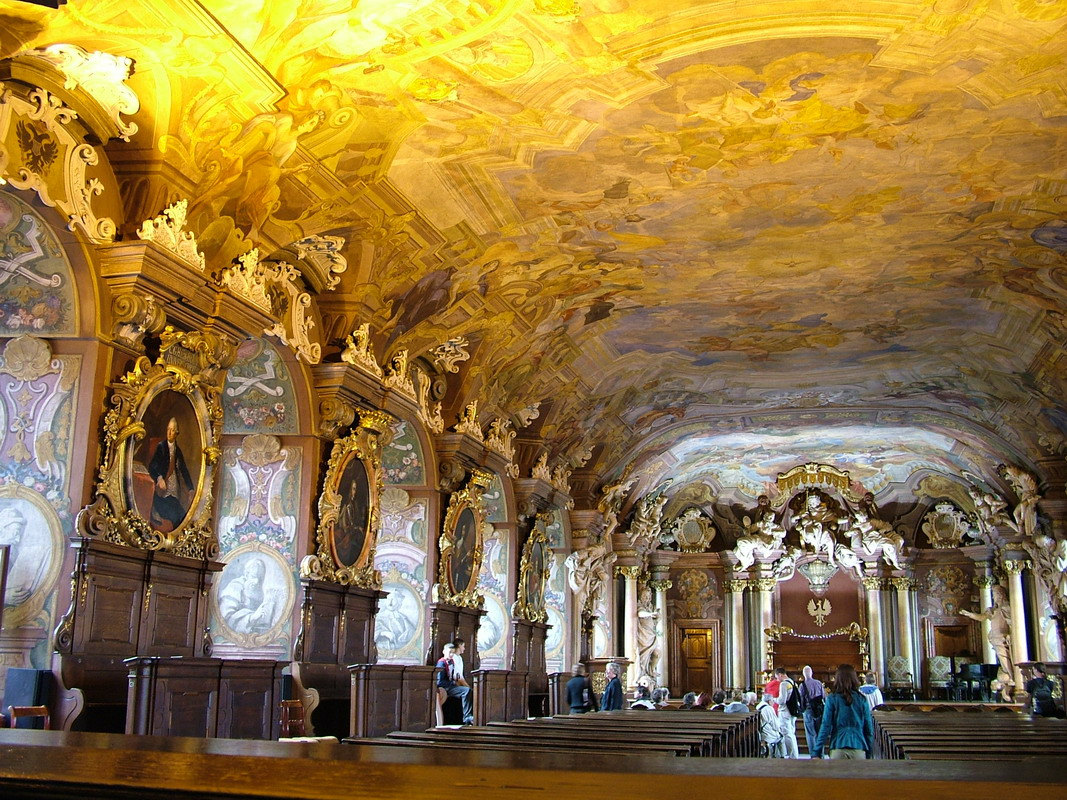
利奥波德礼堂
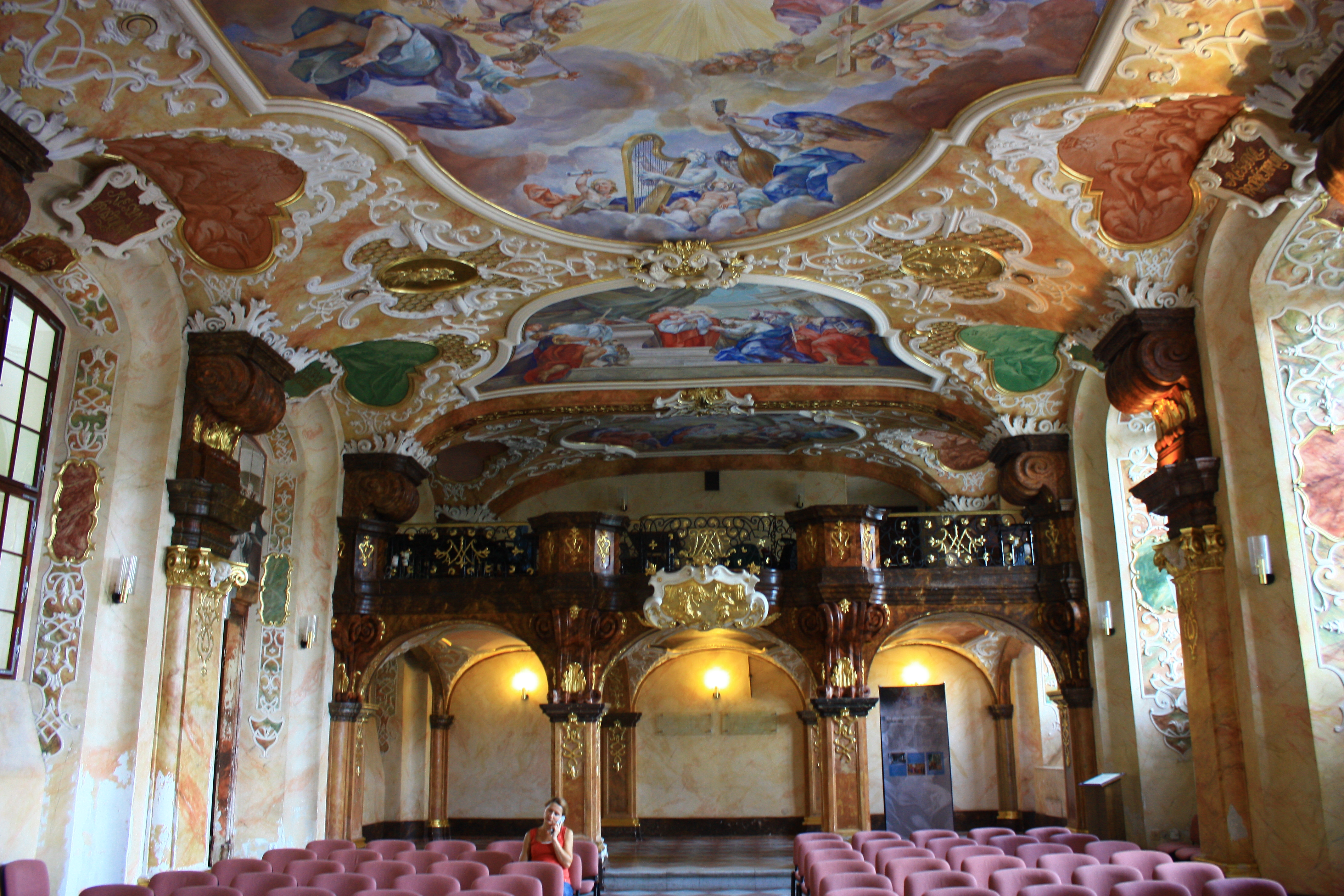
音乐厅
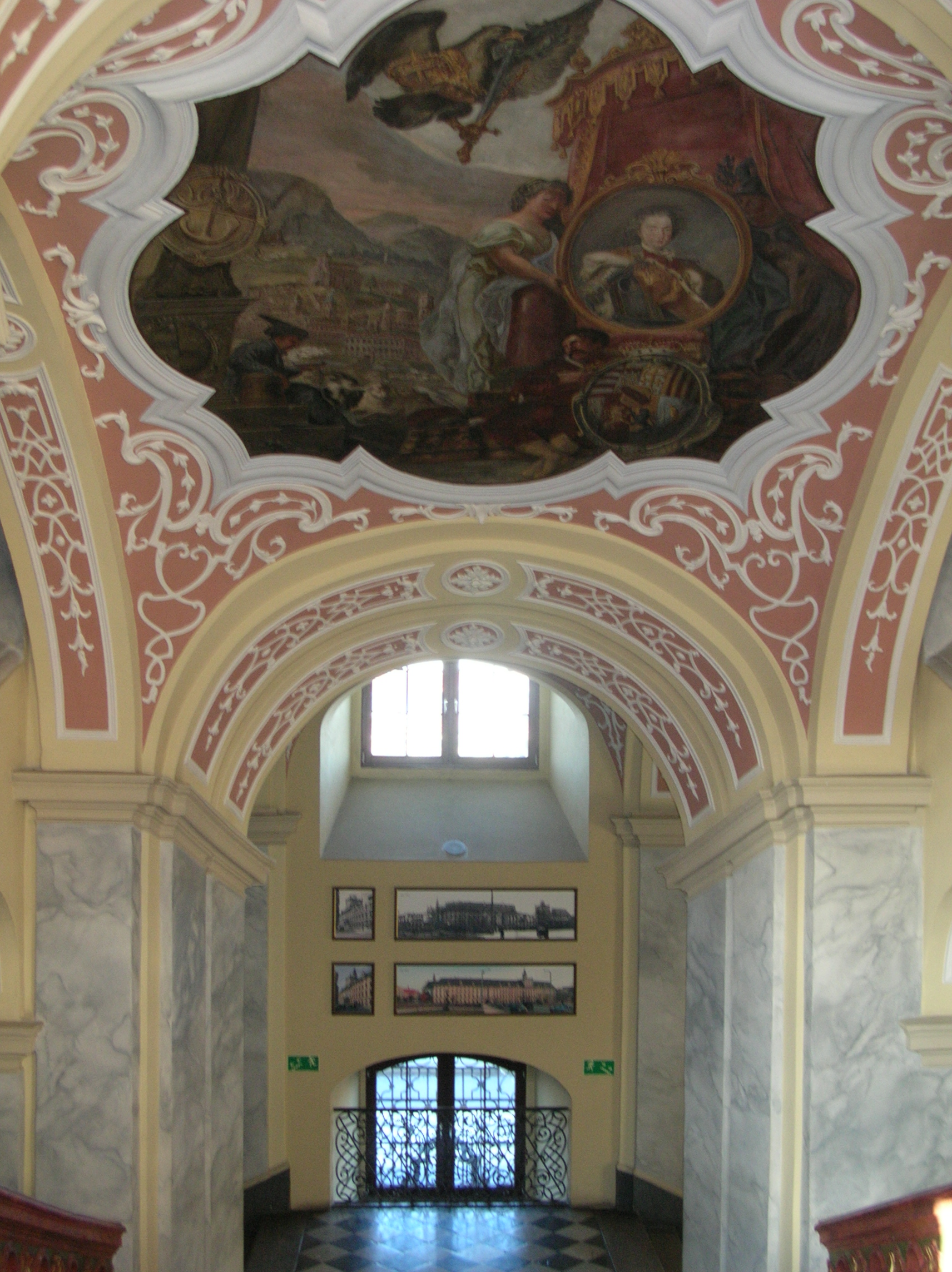
楼梯
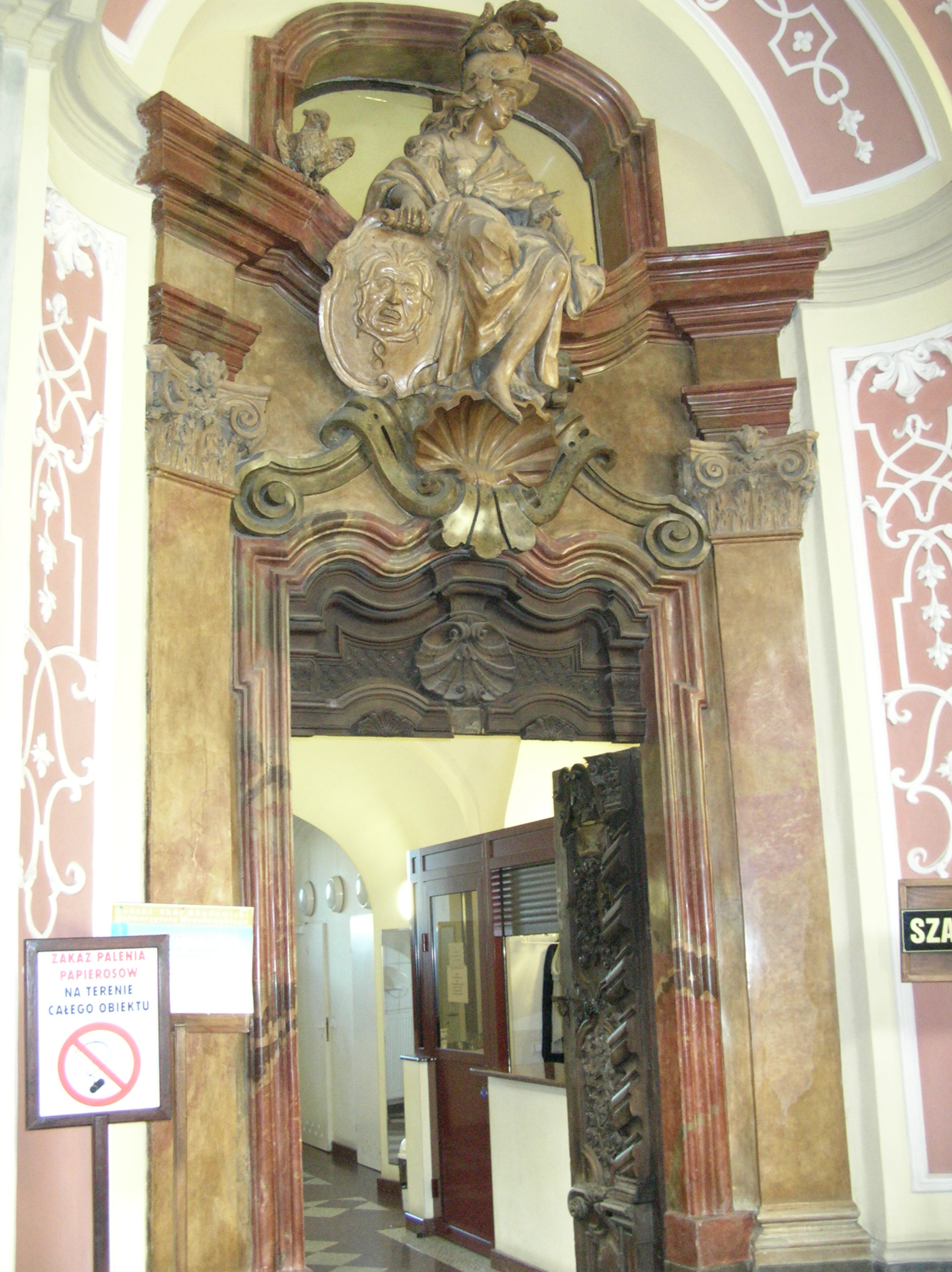
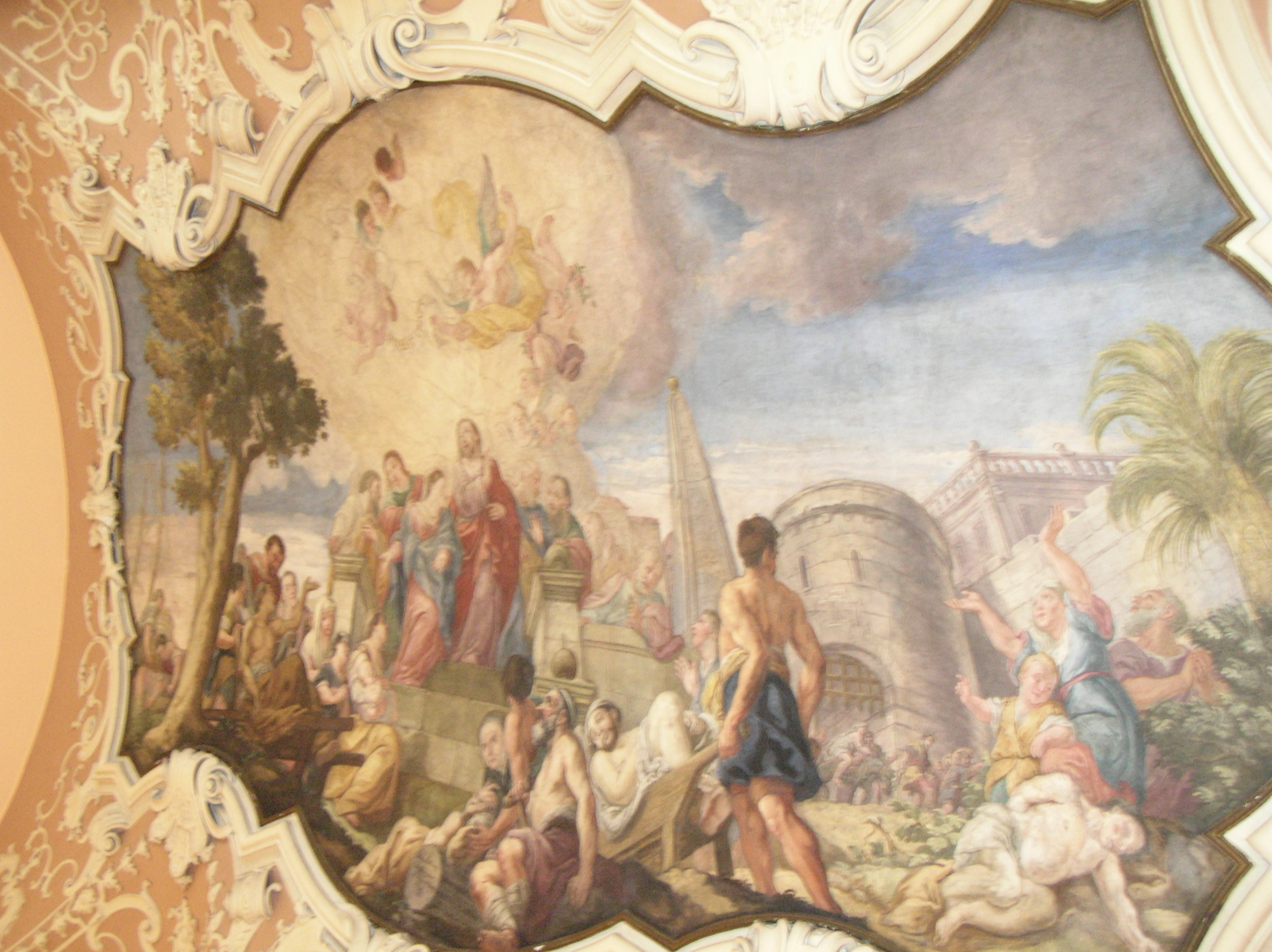
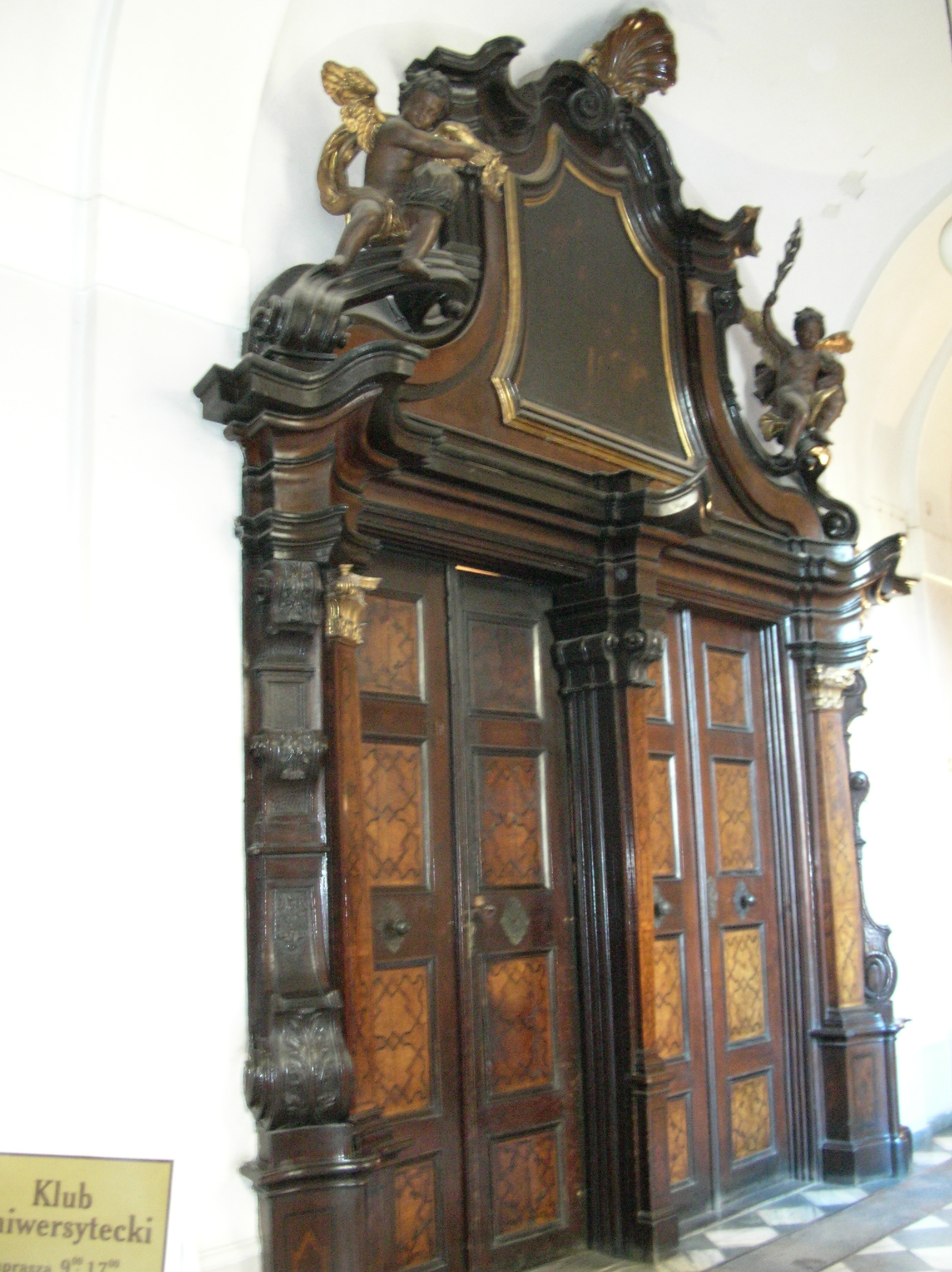
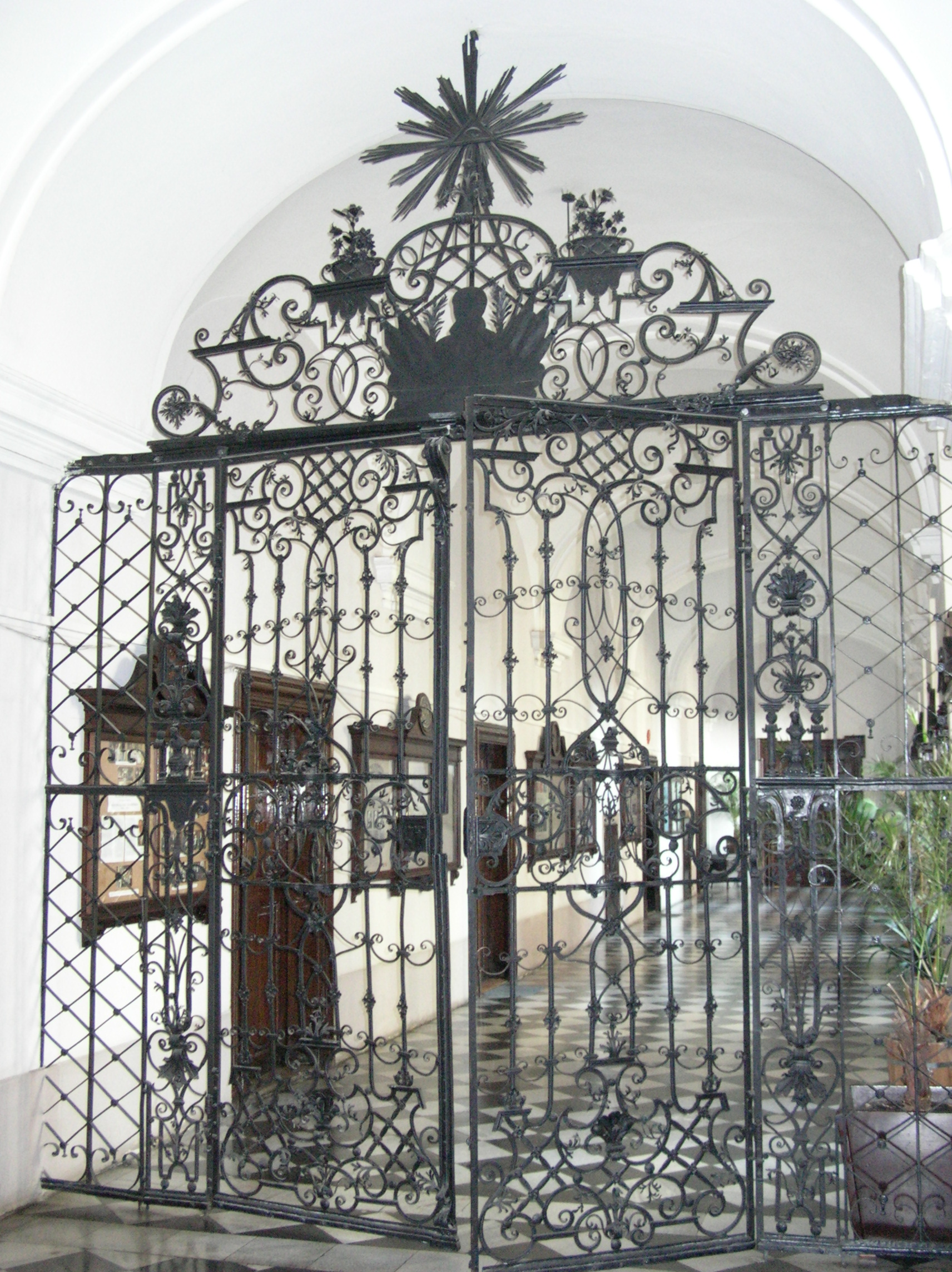
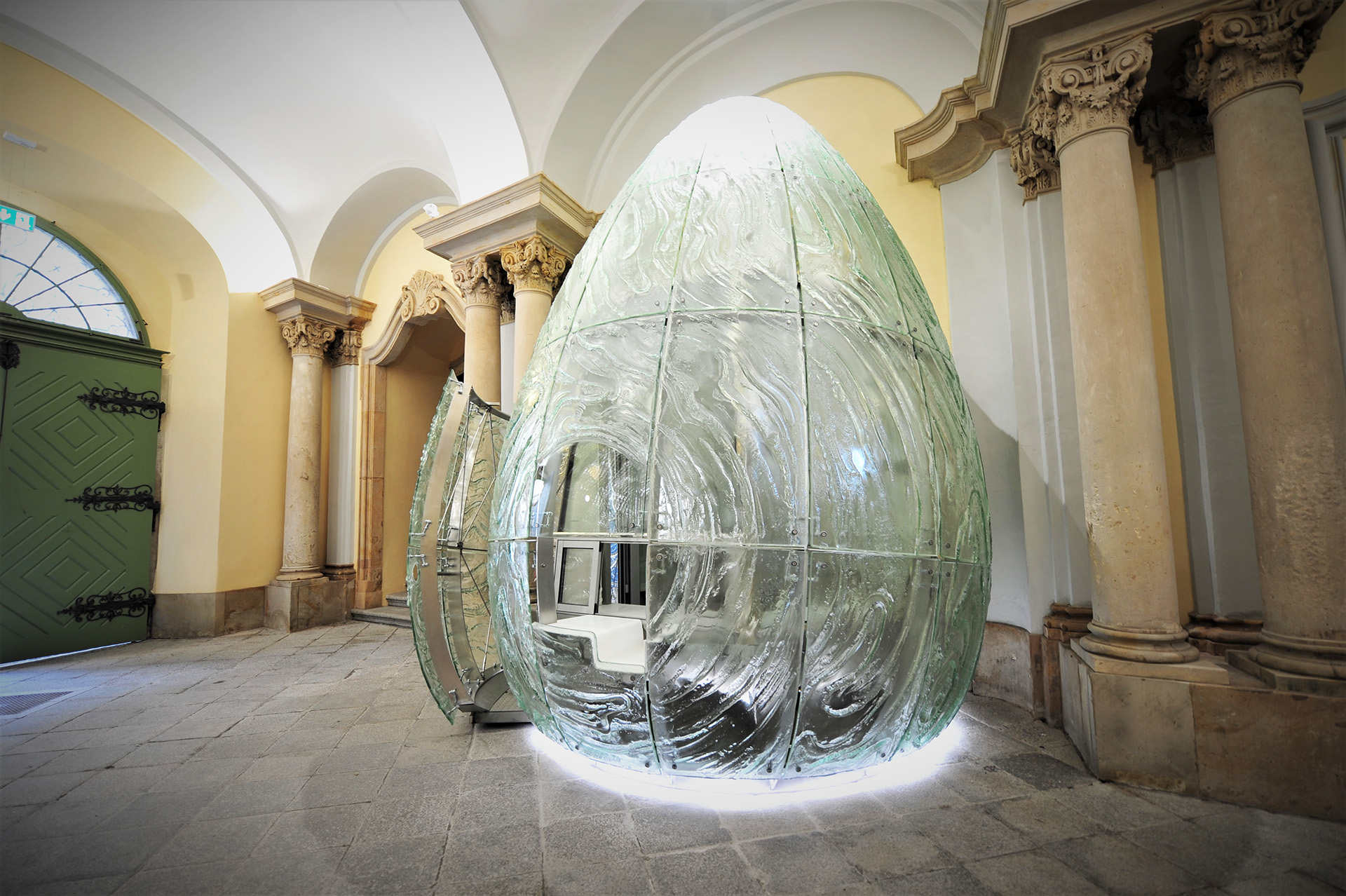